# Bottiglia di Van Dorn
La bottiglia di Van Dorn o bottiglia Van Dorn o bottiglia orizzontale tipo Van Dorn è un contenitore in materiale plastico con chiusura a distanza usato nel campionamento di acqua subsuperficiale o in profondità.
È simile ad una bottiglia di Niskin ma montata orizzontalmente, per campionare l'acqua in prossimità del fondale o in zone di corrente.
Anche in questa bottiglia, come in quella di Niskin, le estremità sono aperte e vengono chiuse da un messaggero (contrappeso).